# Gilles Chéron
Gilles Chéron, né le 19 juin 1958, est un ancien arbitre français de football, qui a été affilié à la Ligue Rhône-Alpes de football. Il officie de la fin des années 1980 au début des années 2000.

## Biographie
Il dirige plus de 300 matchs dans les championnats professionnels français (Ligue 1 / Ligue 2).

## Carrière
Il officie dans plusieurs compétitions majeures : 
- Trophée des champions 1998 (arbitre principal), 2000 (4e arbitre)
- Coupe de la Ligue française 1997-1998 (finale en tant qu'arbitre assistant)
- Division 1 entre 1992-2000 (124 matchs)
- Division 2 entre 1984-2003 (187 matchs)